# Засечный сельсовет (Мокшанский район)
Засечный сельсовет — муниципальное образование со статусом сельского поселения в Мокшанском районе Пензенской области Российской Федерации.
Административный центр — село Засечное.

## История
Статус и границы сельского поселения установлены Законом Пензенской области от 2 ноября 2004 года № 690-ЗПО «О границах муниципальных образований Пензенской области».

## Население
| 2002 | 2010 | 2012 | 2013 | 2014 | 2015 | 2016 |
| ---- | ---- | ---- | ---- | ---- | ---- | ---- |
| 956  | ↘759 | ↘733 | ↘730 | ↘701 | ↘672 | ↘622 |
| 2017 | 2018 | 2021 |      |      |      |      |
| →622 | ↘571 | ↘560 |      |      |      |      |

## Состав сельского поселения
| № | Населённый пункт | Тип населённого пункта       | Население |
| - | ---------------- | ---------------------------- | --------- |
| 1 | Бибиково         | село                         | ↘60       |
| 2 | Воронцовка       | деревня                      | 0         |
| 3 | Засечное         | село, административный центр | ↘354      |
| 4 | Сумароково       | село                         | ↘212      |
| 5 | Хоненево         | село                         | ↘94       |
| 6 | Черниговка       | деревня                      | 39        |

### Упразднённые населённые пункты
10 октября 2011 года деревня Полянки исключена из учётных данных административно-территориального устройства Пензенской области, как фактически прекратившая существования.
В декабре 2015 года деревня Воронцовские Выселки исключена из учётных данных административно-территориального устройства Пензенской области как населённый пункт фактически прекративший своё существование, в котором отсутствуют официально зарегистрированные жители.